# Jahsean Corbett
Jahsean Corbett (Orlando, 1º luglio 2002) è un cestista statunitense con cittadinanza americo-verginiana.

## Carriera

### Nazionale
Nel 2022 ha partecipato, con la nazionale americo-verginiana, ai Campionati americani, conclusi all'ultimo posto finale.